# Arecaidina
Arecaidina es un alcaloide bio-activo que se encuentra en las nueces de areca.